# 130067 Marius-Phaneuf
130067 Marius-Phaneuf este o planetă minoră (asteroid) din centura de asteroizi. A fost descoperită pe 1 noiembrie 1999 la Catalina Station⁠(d) de Catalina Sky Survey. 
Obiectul prezintă o orbită caracterizată de o semiaxă mare de 2,5603240952117 UAi, o excentricitate de 0,25, o înclinație de 15 ° în raport cu ecliptica.